# مارتیروس خان
امیرتومان مارتیروس خان داویدخانیان (۱۸۴۳ جلفای اصفهان - ۱۱ دسامبر ۱۹۰۵ تهران) رئیس ستاد بریگاد قزاق بود.

## زندگی‌نامه

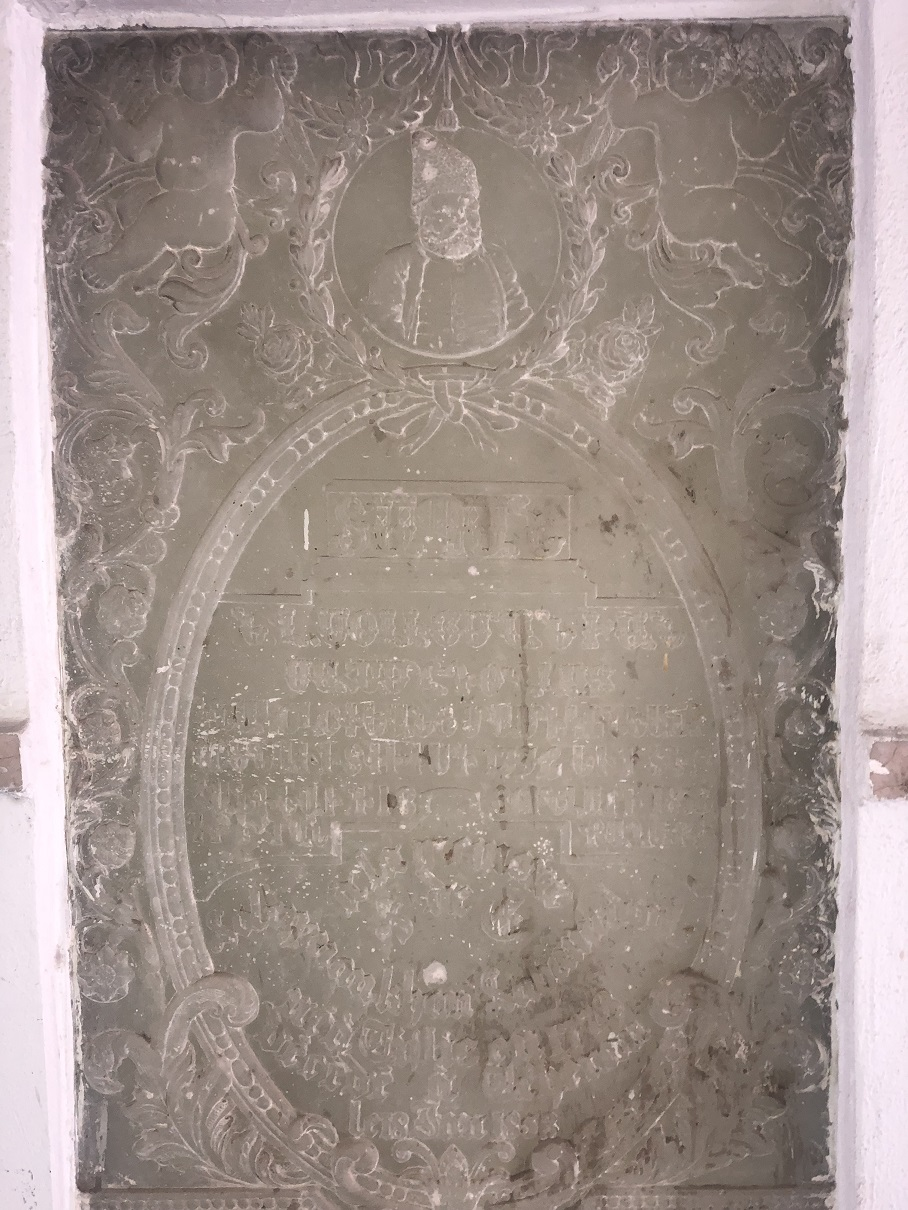
مقبره مارتیروس خان در کلیسای سورپ گئورگ

ماردیروس، که ایرانیان فارسی‌زبان و بیشتر نویسندگان او را مادروس نامیده‌اند، از ارمنیان جلفای اصفهان بود. در جوانی برای ادامه تحصیل به کشور روسیه تزاری رفت و در دانشکده السنه شرقیه لازاریان در سن پترزبورگ به تحصیل پرداخت.
پس از پایان تحصیل به ایران بازگشت و در مدرسه دارالفنون به تدریس زبان روسی پرداخت. مادروس خان در ۱۲۹۰ ه‍.ق (۱۸۷۳ میلادی) با منصب سرتیپی، علاوه بر تدریس در مدرسه دارالفنون، در وزارت انطباعات و دارالترجمه خاصه دولتی، به عنوان مترجم زبان‌های روسی و فرانسه آغاز به کار کرد.
در سال ۱۲۹۶ ه‍.ق که افسران روسی تعلیم افراد بریگاد قزاق را به عهده گرفتند، مادروس خان با سمت مترجمی بریگاد قزاق به کار پرداخت. در بریگاد قزاق به تدریج مناصب نظامی را طی کرد و به درجهٔ امیرتومانی ارتقا یافت. با این درجه بود که به ریاست ستاد بریگاد قزاق روسیه منصوب شد و او را، به اصطلاح آن روز رئیس اتاماژور (به فرانسوی état-Major) خواندند. مادروس خان مدت بیست و شش سال از ۱۲۹۶ ه‍.ق تا ۱۳۲۲ ه‍.ق ریاست بریگاد قزاق را به عهده داشت.
در ۱۳۰۱ ه‍.ق که ناصرالدین شاه هوس آموختن زبان روسی کرد، مادروس خان مشغول تعلیم زبان روسی به او شد. مادروس امیرتومان مدت سی و دو سال معلم زبان روسی مدرسه دارالفنون بود. پسر او اسکندر خان که مانند پدر زبان روسی می‌دانست، افسر قزاقخانه و خلیفه درس پدر بود. وی پس از مرگ مادروس خان جانشین پدر شد و به تدریس زبان روسی در دارالفنون پرداخت.
در اواخر پادشاهی سلسله قاجار مادروس خان سرپرستی گارد سلطنتی را که مرکب از افراد مهاجر نخجوانی بود به عهده داشت.